# أورورا (مقاطعة فلورنس)
أورورا، مقاطعة فلورنس (بالإنجليزية: Aurora, Florence County, Wisconsin)‏ هي بلدة تقع بولاية ويسكونسن في الولايات المتحدة. تبلغ مساحتها 99.4 (كم²)، وترتفع عن سطح البحر 397 م، بلغ عدد سكانها 1186 نسمة في عام 2000 حسب إحصاء مكتب تعداد الولايات المتحدة وتصل الكثافة السكانية فيها 12.1 نسمة/كم2.

## وصلات خارجية
- The US50 - Cities and Towns in Wisconsin State
- Wisconsin Cities and Towns, Facts, Map, Flag, Colleges, Government, and More